# Бобелдейк
Бобелдейк (нід. Bobeldijk) — селище в нідерландській провінції Північна Голландія. Входить до муніципалітету Коггенланд.
Його площа становить 12,71 км², а населення станом на 2021 рік складало 465 осіб.
Перша згадка про населений пункт датується 1450 роком.